# 歐陽勛
歐陽勛（1919年—2014年4月29日），字澤民，湖南耒陽人，中華民國教育家、經濟學家，專長在經濟學原理和國際經濟學。

## 經歷
歐陽勛是中央政治學校第十一期經濟系畢業生。1946年於第十六屆全國高等考試財政金融人員第一名及格後，於美國紐約新社會科學研究院，取得經濟學博士學位。曾任國立政治大學副教授、教授、經濟學系主任、教務長等職。1977年至1986年間擔任為國立政治大學校長一職。 

## 外部鏈接
- 政大校史-政大校長歐陽勛先生 （页面存档备份，存于）